# Indian Citizenship Act

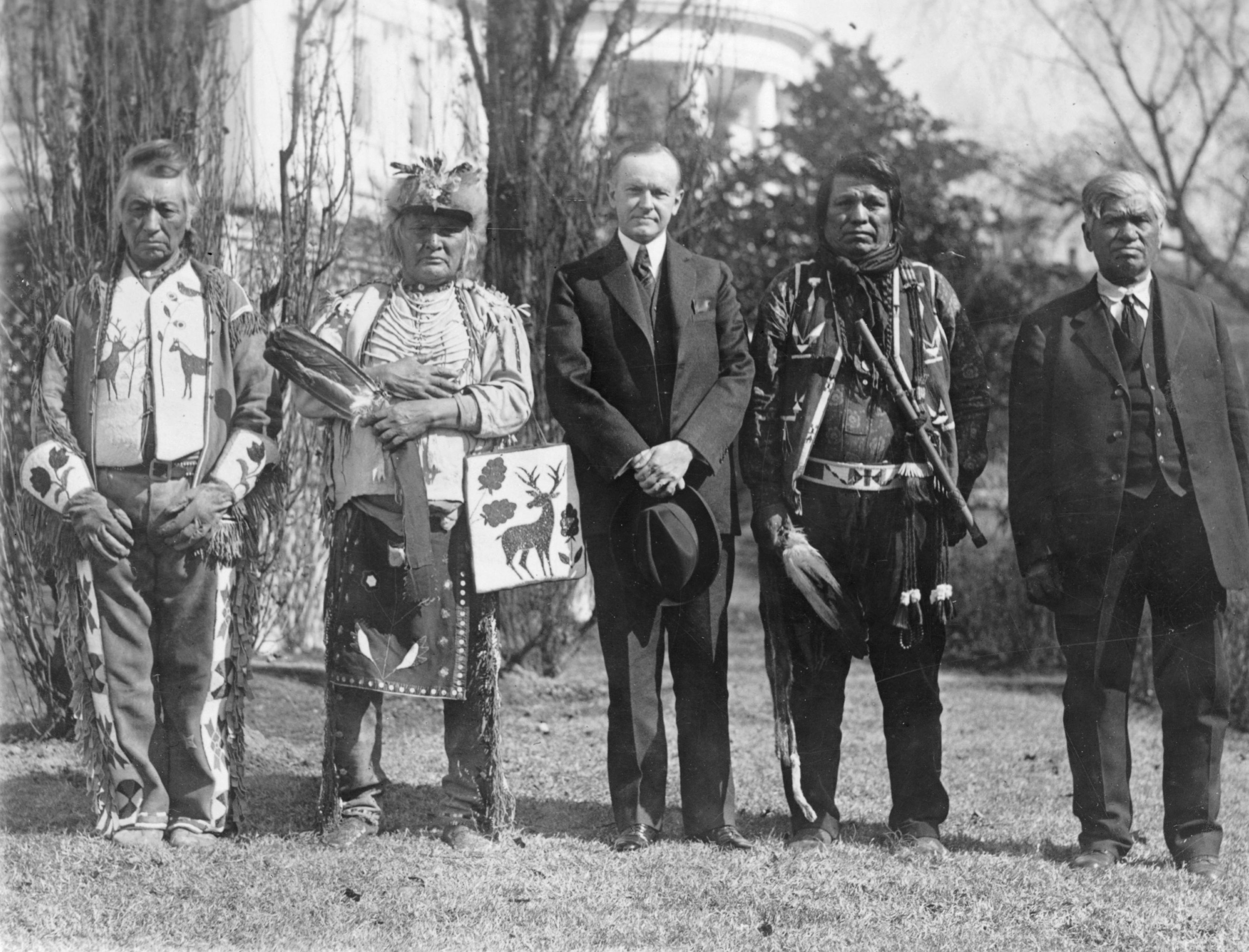
US-Präsident Calvin Coolidge mit vier Osage-Indianern nach der Unterzeichnung des Citizenship Act.

Der Indian Citizenship Act (englisch: Indianer-Staatsbürgerschaftsgesetz), auch bekannt als Snyder Act, wurde durch Homer P. Snyder, einen Kongressabgeordneten aus New York, eingebracht und sprach den amerikanischen Indianern die volle Staatsbürgerschaft der Vereinigten Staaten zu. Das Gesetz wurde von US-Präsident Calvin Coolidge am 2. Juni 1924 unterzeichnet.

## Geschichte

### Vorgeschichte
Viele Indianer hatten bereits durch Ehe, Militärdienst, Verträge oder andere Gesetze die Staatsbürgerschaft bekommen. So hatten ab 1888 viele mit Weißen verheiratete Indianerinnen die Staatsbürgerschaft erhalten, ab 1919 konnten Veteranen des Ersten Weltkriegs diese in einem (umständlichen) Verfahren beantragen. Rund ein Drittel der registrierten Indianer, rund 125.000 Menschen also, war jedoch durch keinen dieser Wege eingebürgert worden.
Auch auf Seiten der Indianer gab es Widerstand gegen diesen Versuch, wie es sich in ihren Augen darstellte, die Ureinwohner zu assimilieren und zu individualisieren, statt sie als Angehörige ihrer jeweiligen indianischen Nation anzuerkennen. Bereits 1877 war mit der Ingalls Bill ein erster Versuch unternommen worden, den Indianern auf dem Gebiet der USA die Staatsbürgerschaft einzuräumen, doch fürchteten viele von ihnen, damit ältere Vertragsrechte einzubüßen, sowie die Auflösung der Stämme und den Verlust ihres Landes. So etwa dachten Angehörige der Choctaw und Chickasaw, aber auch der Seminolen und Creek. 1887 bestätigte sich diese Befürchtung, denn mit dem General Allotment Act, auch Dawes Act genannt, wurde das allen Angehörigen des jeweiligen Stammes gehörende Land in Parzellen aufgeteilt, was zudem die Gesamtgröße der Reservate um zwei Drittel reduzierte. Die Aufteilung in Parzellen war hierbei die Voraussetzung, um die Staatsbürgerschaft zu erhalten.
Dennoch kämpften Indianer auch für die Anerkennung ihrer Bürgerrechte, wie etwa 1884 John Elk, der den Staat Nebraska verklagte. Er forderte, dass die 14. Ergänzung (amendment) der Verfassung, die den aus Afrika verschleppten ehemaligen Sklaven und ihren Nachkommen die Staatsbürgerschaft bereits seit 1868 zuerkannt hatte, auch für Indianer Gültigkeit haben müsse. Der Oberste Gerichtshof entschied jedoch, dass Nebraska im Recht war, als der Bundesstaat dem Indianer die staatsbürgerlichen Rechte verweigert hatte. Die Indianer gehörten nach Meinung des Gerichts ihrer Nation an, nicht der der Vereinigten Staaten. Tatsächlich waren bis dahin die Bürgerrechte nur gewährt worden, wenn die Rechte der jeweiligen Indianernation aufgegeben worden waren, wie etwa im Fall der Ottawa, die 1862 ihr gesamtes Stammesland in Einzelparzellen aufgelöst hatten.
1901 erhielten die Bewohner des Indianer-Territoriums in Oklahoma ungefragt die Staatsbürgerschaft. Von den 19,5 Millionen Acre Stammesland wurden bis 1907 16 Millionen privatisiert, was auf Grund der Ölfunde die Zuwanderung von Nichtindianern so stark förderte, dass 1907 rund 1,3 Millionen Nichtindianer im Gebiet lebten.
Vor allem der Six Nations Grand Council, der Große Rat der sechs Irokesennationen, wehrte sich gegen die gesetzlichen Änderungen von 1919, also die Übertragung der Staatsbürgerschaft auf die einstigen Soldaten des Ersten Weltkriegs, die wohlmeinend beschlossen worden war, ohne sie zu fragen. Sie betrachteten die US-Staatsbürgerschaft als bloßes Mittel der Assimilation und sahen das Gesetz als Teil der Politik der Landzuweisung an Individuen, die die USA von 1887 bis 1933 verfolgten. Damit versuchte die Regierung, das Land, das traditionell den Stämmen gehört hatte, Einzelbesitzern zuzuweisen. Konsequenterweise erklärten die Irokesen unabhängig von den USA den Achsenmächten den Krieg, unterhalten eigene diplomatische Beziehungen, geben eigene Autoschilder aus und gehen nicht zu den Wahlen.

### Das Gesetz
„Be it enacted by the Senate and the House of Representatives of the United States of America in Congress assembled, that all non-citizen Indians born within the territorial limits of the United States be, and they are hereby, declared to be citizens of the United States. Provided, that the granting of such citizenship shall not in any manner impair or otherwise affect the right of any Indian to tribal or other proberty.“

„Vom im Kongress versammelten Senat und Repräsentantenhaus der Vereinigten Staaten von Amerika sein beschlossen, dass alle staatenlosen Indianer, die innerhalb der territorialen Grenzen der Vereinigten Staaten geboren wurden, Bürger der Vereinigten Staaten sind und hiermit zu solchen erklärt werden. Vorausgesetzt, dass die Gewährung dieser Staatsbürgerschaft das Recht eines Indianers auf Stammes- oder sonstiges Eigentum in keiner Weise beeinträchtigt oder anderweitig beeinflusst.“

Der Indian Citizenship Act wurde am 22. Februar 1924 durch den republikanischen Abgeordneten Homer P. Snyder aus New York eingebracht. Das Gesetz passierte den Senat am 24. Mai mit einer Mehrheit von 60 Stimmen bei 6 Gegenstimmen und 30 Enthaltungen und das Repräsentantenhaus am 26. Mai mit einer Mehrheit von 377 Stimmen bei 9 Gegenstimmen und 47 Enthaltungen. Abgestimmt wurde über eine Gesetzesvorlage unter dem Titel „A Bill to Reduce and Equalize Taxation, to Provide Revenue“ („Ein Gesetzesentwurf, der die Besteuerung reduziert und angleicht, um Einnahmen bereitzustellen“), die auch den Revenue Act of 1924 enthielt, da durch den Indian Citizenship Act auch erstmals alle Indianer besteuert werden sollten. Präsident Coolidge setzte den Indian Citizenship Act mit seiner Unterzeichnung am 2. Juni 1924 offiziell in Kraft.
Mit dem Gesetz erhielten die Bundesstaaten die Möglichkeit, den Indianern auf ihrem Gebiet das Wahlrecht einzuräumen, jedoch verweigerten ihnen viele Bundesstaaten dieses Recht.